# Episodi di Hoodie (prima stagione)
La prima stagione della serie televisiva Hoddie è stata trasmessa in anteprima in Belgio dalla rete televisiva VRT, dal 2 marzo 2020 al 28 maggio 2020. In Italia è stata trasmessa in prima visione sul digitale terrestre da Rai Gulp dal 14 settembre 2022 al 19 ottobre 2022. 
| Numero | Titolo originale    | Titolo italiano | Prima anteprima | Prima anteprima | Prima visione  | Prima visione     |
| Numero | Titolo originale    | Titolo italiano | Originale       | Italiana        | Originale      | Italiana          |
| ------ | ------------------- | --------------- | --------------- | --------------- | -------------- | ----------------- |
| 1      | Afleveringen - 1.01 | Episodio - 1.01 | 6 febbraio 2020 | 4 aprile 2022   | 2 marzo 2020   | 14 settembre 2022 |
| 2      | Afleveringen - 1.02 | Episodio - 1.02 | 6 febbraio 2020 | 4 aprile 2022   | 2 marzo 2020   | 14 settembre 2022 |
| 3      | Afleveringen - 1.03 | Episodio - 1.03 | 6 febbraio 2020 | 4 aprile 2022   | 5 marzo 2020   | 15 settembre 2022 |
| 4      | Afleveringen - 1.04 | Episodio - 1.04 | 6 febbraio 2020 | 4 aprile 2022   | 5 marzo 2020   | 15 settembre 2022 |
| 5      | Afleveringen - 1.05 | Episodio - 1.05 | 6 febbraio 2020 | 4 aprile 2022   | 9 marzo 2020   | 16 settembre 2022 |
| 6      | Afleveringen - 1.06 | Episodio - 1.06 | 6 febbraio 2020 | 4 aprile 2022   | 9 marzo 2020   | 16 settembre 2022 |
| 7      | Afleveringen - 1.07 | Episodio - 1.07 | 6 febbraio 2020 | 4 aprile 2022   | 12 marzo 2020  | 19 settembre 2022 |
| 8      | Afleveringen - 1.08 | Episodio - 1.08 | 6 febbraio 2020 | 4 aprile 2022   | 12 marzo 2020  | 19 settembre 2022 |
| 9      | Afleveringen - 1.09 | Episodio - 1.09 | 6 febbraio 2020 | 4 aprile 2022   | 16 marzo 2020  | 20 settembre 2022 |
| 10     | Afleveringen - 1.10 | Episodio - 1.10 | 6 febbraio 2020 | 4 aprile 2022   | 16 marzo 2020  | 20 settembre 2022 |
| 11     | Afleveringen - 1.11 | Episodio - 1.11 | 6 febbraio 2020 | 4 aprile 2022   | 19 marzo 2020  | 21 settembre 2022 |
| 12     | Afleveringen - 1.12 | Episodio - 1.12 | 6 febbraio 2020 | 4 aprile 2022   | 19 marzo 2020  | 21 settembre 2022 |
| 13     | Afleveringen - 1.13 | Episodio - 1.13 | 6 febbraio 2020 | 4 aprile 2022   | 23 marzo 2020  | 22 settembre 2022 |
| 14     | Afleveringen - 1.14 | Episodio - 1.14 | 6 febbraio 2020 | 4 aprile 2022   | 23 marzo 2020  | 22 settembre 2022 |
| 15     | Afleveringen - 1.15 | Episodio - 1.15 | 6 febbraio 2020 | 4 aprile 2022   | 26 marzo 2020  | 23 settembre 2022 |
| 16     | Afleveringen - 1.16 | Episodio - 1.16 | 6 febbraio 2020 | 4 aprile 2022   | 26 marzo 2020  | 23 settembre 2022 |
| 17     | Afleveringen - 1.17 | Episodio - 1.17 | 6 febbraio 2020 | 4 aprile 2022   | 30 marzo 2020  | 26 settembre 2022 |
| 18     | Afleveringen - 1.18 | Episodio - 1.18 | 6 febbraio 2020 | 4 aprile 2022   | 30 marzo 2020  | 26 settembre 2022 |
| 19     | Afleveringen - 1.19 | Episodio - 1.19 | 6 febbraio 2020 | 4 aprile 2022   | 2 aprile 2020  | 27 settembre 2022 |
| 20     | Afleveringen - 1.20 | Episodio - 1.20 | 6 febbraio 2020 | 4 aprile 2022   | 2 aprile 2020  | 27 settembre 2022 |
| 21     | Afleveringen - 1.21 | Episodio - 1.21 | 6 febbraio 2020 | 4 aprile 2022   | 6 aprile 2020  | 28 settembre 2022 |
| 22     | Afleveringen - 1.22 | Episodio - 1.22 | 6 febbraio 2020 | 4 aprile 2022   | 6 aprile 2020  | 28 settembre 2022 |
| 23     | Afleveringen - 1.23 | Episodio - 1.23 | 6 febbraio 2020 | 4 aprile 2022   | 9 aprile 2020  | 29 settembre 2022 |
| 24     | Afleveringen - 1.24 | Episodio - 1.24 | 6 febbraio 2020 | 4 aprile 2022   | 9 aprile 2020  | 29 settembre 2022 |
| 25     | Afleveringen - 1.25 | Episodio - 1.25 | 6 febbraio 2020 | 4 aprile 2022   | 13 aprile 2020 | 30 settembre 2022 |
| 26     | Afleveringen - 1.26 | Episodio - 1.26 | 6 febbraio 2020 | 4 aprile 2022   | 13 aprile 2020 | 30 settembre 2022 |
| 27     | Afleveringen - 1.27 | Episodio - 1.27 | 6 febbraio 2020 | 4 aprile 2022   | 16 aprile 2020 | 3 ottobre 2022    |
| 28     | Afleveringen - 1.28 | Episodio - 1.28 | 6 febbraio 2020 | 4 aprile 2022   | 16 aprile 2020 | 3 ottobre 2022    |
| 29     | Afleveringen - 1.29 | Episodio - 1.29 | 6 febbraio 2020 | 4 aprile 2022   | 20 aprile 2020 | 4 ottobre 2022    |
| 30     | Afleveringen - 1.30 | Episodio - 1.30 | 6 febbraio 2020 | 4 aprile 2022   | 20 aprile 2020 | 4 ottobre 2022    |
| 31     | Afleveringen - 1.31 | Episodio - 1.31 | 6 febbraio 2020 | 4 aprile 2022   | 23 aprile 2020 | 5 ottobre 2022    |
| 32     | Afleveringen - 1.32 | Episodio - 1.32 | 6 febbraio 2020 | 4 aprile 2022   | 23 aprile 2020 | 5 ottobre 2022    |
| 33     | Afleveringen - 1.33 | Episodio - 1.33 | 6 febbraio 2020 | 4 aprile 2022   | 27 aprile 2020 | 6 ottobre 2022    |
| 34     | Afleveringen - 1.34 | Episodio - 1.34 | 6 febbraio 2020 | 4 aprile 2022   | 27 aprile 2020 | 6 ottobre 2022    |
| 35     | Afleveringen - 1.35 | Episodio - 1.35 | 6 febbraio 2020 | 4 aprile 2022   | 30 aprile 2020 | 7 ottobre 2022    |
| 36     | Afleveringen - 1.36 | Episodio - 1.36 | 6 febbraio 2020 | 4 aprile 2022   | 30 aprile 2020 | 7 ottobre 2022    |
| 37     | Afleveringen - 1.37 | Episodio - 1.37 | 6 febbraio 2020 | 4 aprile 2022   | 4 maggio 2020  | 10 ottobre 2022   |
| 38     | Afleveringen - 1.38 | Episodio - 1.38 | 6 febbraio 2020 | 4 aprile 2022   | 4 maggio 2020  | 10 ottobre 2022   |
| 39     | Afleveringen - 1.39 | Episodio - 1.39 | 6 febbraio 2020 | 4 aprile 2022   | 7 maggio 2020  | 11 ottobre 2022   |
| 40     | Afleveringen - 1.40 | Episodio - 1.40 | 6 febbraio 2020 | 4 aprile 2022   | 7 maggio 2020  | 11 ottobre 2022   |
| 41     | Afleveringen - 1.41 | Episodio - 1.41 | 6 febbraio 2020 | 4 aprile 2022   | 11 maggio 2020 | 12 ottobre 2022   |
| 42     | Afleveringen - 1.42 | Episodio - 1.42 | 6 febbraio 2020 | 4 aprile 2022   | 11 maggio 2020 | 12 ottobre 2022   |
| 43     | Afleveringen - 1.43 | Episodio - 1.43 | 6 febbraio 2020 | 4 aprile 2022   | 14 maggio 2020 | 13 ottobre 2022   |
| 44     | Afleveringen - 1.44 | Episodio - 1.44 | 6 febbraio 2020 | 4 aprile 2022   | 14 maggio 2020 | 13 ottobre 2022   |
| 45     | Afleveringen - 1.45 | Episodio - 1.45 | 6 febbraio 2020 | 4 aprile 2022   | 18 maggio 2020 | 14 ottobre 2022   |
| 46     | Afleveringen - 1.46 | Episodio - 1.46 | 6 febbraio 2020 | 4 aprile 2022   | 18 maggio 2020 | 14 ottobre 2022   |
| 47     | Afleveringen - 1.47 | Episodio - 1.47 | 6 febbraio 2020 | 4 aprile 2022   | 21 maggio 2020 | 17 ottobre 2022   |
| 48     | Afleveringen - 1.48 | Episodio - 1.48 | 6 febbraio 2020 | 4 aprile 2022   | 21 maggio 2020 | 17 ottobre 2022   |
| 49     | Afleveringen - 1.49 | Episodio - 1.49 | 6 febbraio 2020 | 4 aprile 2022   | 25 maggio 2020 | 18 ottobre 2022   |
| 50     | Afleveringen - 1.50 | Episodio - 1.50 | 6 febbraio 2020 | 4 aprile 2022   | 25 maggio 2020 | 18 ottobre 2022   |
| 51     | Afleveringen - 1.51 | Episodio - 1.51 | 6 febbraio 2020 | 4 aprile 2022   | 28 maggio 2020 | 19 ottobre 2022   |
| 52     | Afleveringen - 1.52 | Episodio - 1.52 | 6 febbraio 2020 | 4 aprile 2022   | 28 maggio 2020 | 19 ottobre 2022   |